# Ведерниково (Опочецкий район)
Ведерниково — деревня в Опочецком районе Псковской области. Входит в состав Глубоковской волости.
Расположена между озерами Изгожа и Коложа, в 17 км к востоку от города Опочка и в 15 км к северо-западу от волостного центра, деревни Глубокое.
Численность населения по состоянию на 2000 год составляла 10 человек.
До 2005 года деревня входила в состав ныне упразднённой Норкинской волости.